# Justicia floribunda
Justicia floribunda es una especie de planta herbácea perteneciente a la familia de las acantáceas. Es nativa de Brasil.

## Descripción
Es un pequeño arbusto perennifolio con las hojas simples, opuestas, elípticas u ovoides, de ápice agudo y margen entero, glabras, con el haz de color verde escuro y el envés algo más claro, con una longitud de 2–5 cm. Las flores se encuentra agrupadas en inflorescencias terminales o axilares y son de color rojo y amarillo. Los frutos son cápsulas dehiscentes.

## Taxonomía
Justicia floribunda fue descrita por (C.Koch) Wassh. y publicado en Darwiniana 35: 151. 1998.
Etimología
Justicia: nombre genérico otorgado en honor de James Justice (1730-1763), horticultor escocés.
floribunda: epíteto latino que significa "con muchas flores".
Sinonimia
- Jacobinia pauciflora Benth. & Hook.f.
- Adhatoda carthaginensis (Jacq.) Nees
- Jacobinia pauciflora (Nees) Lindau
- Adhatoda felisbertiana Nees
- Justicia pauciflora (Nees) Griseb.
- Beloperone carthaginensis (Jacq.) Benth. & Hook.f.
- Justicia rizzinii Wassh.
- Beloperone pulchella Linden
- Libonia floribunda K.Koch basónimo
- Beloperone violacea Planch. ex Decne.
- Sericographis pauciflora Nees[4]